# Ладигін Микола Іванович
Мико́ла Іва́нович Лади́гін (* 24 квітня 1903, Рославль, Смоленської губернії — † 1975, Тамбов) — російський поет-паліндроміст.

## Біографічні відомості
Народився в сім'ї бджоляра Івана Матвійовича Ладигіна (1870—1941). Мати — Надія Павлівна Халіпіна (1876—1929). Мав двох братів — Олександра та Костянтина, трьох сестер — Наталію, Анну, Надію.
Початкову освіту здобув у домі батьків, які прилучили його до читання. Потім навчався у міській гімназії, відомої тим, що в ній свого часу навчався скульптор Сергій Коненков. З першого класу улюбленими предметами Ладигіна стали російська словесність і малювання.
Захопившись живописом, Ладигін у перші роки радянської влади недовго навчався в Петроградському художньому училищі, але через фінансову скруту покинув навчання. Потім працював у Рославлі столяром, різноробом, художником-оформлювачем.
1930 року Микола Ладигін у Москві закінчив курси техніка-розвідувача залізниць. Після цього брав участь в експедиціях на Урал. Далі працював у Білорусі. Про свої мандрівки написав поему (втрачено під час війни).
1932 року Ладигін потрапив в аварію, зламав ногу й став інвалідом, оскільки неправильно зрослися кістки. Тож Миколі Івановичу довелося покинути звичну роботу. Одного разу Ладигін зробив копію картини Ісака Бродського «Розстріл бакинських комісарів». Про репродукцію схвально відгукнулися в міській раді Рославля та купили картину.
Від початку 1950-х років і до смерті жив у Тамбові. Там як художник брав участь у міських виставках.

## Творчість
Останнє десятиліття свого життя Ладигін присвятив оригінальній поетичній творчості у формі паліндромів. Після окремих експериментів Валерія Брюсова, Велимира Хлєбникова, Семена Кірсанова Ладигін став першим російським автором, який цілеспрямовано працював над цією формою.
Вірші-паліндроми Ладигіна різноманітні за змістом, але переважає пейзажна лірика. Опублікована 1993 року збірка паліндромів Ладигіна «Золото лоз» започаткувала видання паліндромів у Росії.
До сторіччя з дня народження поета видано дві його книжки: «И лад и дали» (Москва, 2002), «И жар и миражи» (Тамбов, 2003).